# Salix pedionoma
Salix pedionoma är en videväxtart som beskrevs av Arika Kimura. Salix pedionoma ingår i släktet viden, och familjen videväxter. Inga underarter finns listade i Catalogue of Life.